# Enric Solsona i Gilabert
Enric Solsona i Gilabert (Barcelona, 6 d'abril del 1895 - 2 de desembre del 1974) va ser un violinista, violoncel·lista i compositor català. Hom l'ha considerat "un dels violoncel·listes importants anteriors al 1960".

## Biografia
Pertangué a l'Orquestra Simfònica de Barcelona (en la primera època, activa entre 1910 i 1925). El 1916, i com un dels primers violins, va ser membre fundador de l'orquestra de l'"Associació Amics de la Música"; a la llista d'integrants del 1917, però, el seu nom ja no hi aparegué. El 1920 formà part de la primera formació de l'Orquestra Pau Casals. Durant la guerra civil espanyola (1937), consta que tocava al "Quartet de Corda de Barcelona" juntament amb el també violinista Joan Farrarons, el viola Mateu Valero i el violoncel·lista Sants Sagrera (anteriorment també havien tocat en aquest quartet Martí Cabús i Claudi Agell).
Després de la guerra, entre els anys 1939 i 1941 tocà regularment al barceloní cafè "Oro del Rhin" formant part del sextet Toldrà, juntament amb Eduard Toldrà i Eduard Bocquet (violins), Josep Trotta (violoncel), Joan Sendra i Arnau (contrabaix) i Eveli Burrull (piano). A l'any 1943, Solsona es presentà a les oposicions per accedir a l'Orquestra Municipal de Barcelona, infructuosament perquè passava de l'edat requerida (entre els vint-i-un i els quaranta-cinc anys).
Al llarg de cinquanta anys d'activitat, va compondre algunes peces de música lleugera i diverses sardanes. La primera d'aquestes darreres, Pomell de roselles, és de l'any 1924, i és una d'aquelles composicions amb solo de tenora que han fet dir que, en tocar-les el gran Albert Martí "pel seu gran sentiment, en interpretar-les semblava que dormia". Dues sardanes d'Enric Solsona foren guardonades: La pubilla enamorada (primer premi al concurs "Hospitalet, Ciutat Pubilla", 1966) i Girona dansa (menció d'honor al concurs de Girona, 1967)
El seu germà Josep també va ser violinista, i instrumentista de l'"Orquestra Municipal de Barcelona" (1943, 1944).

## Obres
- Bella Argentina, tango (1964), per a veu, acordió i piano
- Chistoso, pasodoble (1935)
- Mi viejo, pericón (1931)
- Musulmán, paso-doble moro (1935)
- Paloma blanca, danzón coreable (1936)
- Pinocho, pericón ranchera (1934)
- Poti-Poti, marcha galop (1935)

### Sardanes
- Bella ciutat d'Olot
- Davant l'ermita (1974)
- Elisenda (1930)
- L'encís d'Olot (1970)
- Girona dansa (1967), premi al concurs de sardanes de Girona
- Pomell de roselles (1924), enregistrada[Disc 1]
- La pubilla enamorada (1966), primer premi[8] al concurs L'Hospitalet, Ciutat Pubilla de la Sardana 1966, enregistrada[Disc 2]
- Virtèlia (1957)
- Vols ésser meva? (1929), enregistrada[Disc 3][9]

### Enregistraments
1. ↑  Cobla Barcelona; Albert Martí (tenora solista). Pomell de roselles - Francisca.  San Sebastián: Columbia, 1928?. Francisca és de Narcís Carbonell i Turbau
2. ↑  Cobla Municipal Ciutat de Barcelona. Sardanes!.  Barcelona: Gramófono-Odeón, 1970. Comprèn les sardanes Andorra aïmada (N.Paulís); Canigó (J.Pahissa); Capvespre i La festa de Sant Llorenç (J.Altisent); La pubilla enamorada (E.Solsona); Bons amics (R. de Mariano); La Santa Espina (E.Morera); La calàndria refila (F.Cervera); El conte de l'avi (J.Zamacois); Montserrat en primavera (E.Casals); A Paul Whiteman (J.A.Amargós); Sortint de concert (L.Albert)
3. ↑  Cobla Barcelona. Vols ésser meva? - Enriqueta.  San Sebastián: Columbia, 1929?. Enriqueta és de Francesc Payàs i Planas